# Bachpalle
Bachpalle es una ciudad censal situada en el distrito de Medchal Malkajgiri  en el estado de Telangana (India). Su población es de 27563 habitantes (2011). 

## Demografía
Según el censo de 2011 la población de Bachpalle era de 27563 habitantes, de los cuales 14061 eran hombres y 13502 eran mujeres. Bachpalle tiene una tasa media de alfabetización del 86,18%, superior a la media estatal del 67,02%: la alfabetización masculina es del 88,99%, y la alfabetización femenina del 83,29%.